# Havana d'Aurcy
Havana d'Aurcy, född 16 juli 2017, är en fransk varmblodig travhäst. Hon tränades och kördes av Jean-Michel Bazire.
Havana d'Aurcy började tävla 2019 och inledde med en andraplats och tog första segern i tredje starten. Hon sprang under sin korta karriär in 306 450 euro på 15 starter varav 7 segrar, 1 andraplats och 1 tredjeplats. Hon tog karriärens största seger i Critérium des Jeunes (2020).
Hon vann också Prix Marcel Dejean (2019), Prix Une de Mai (2019), Prix Gélinotte (2020), Prix Roquépine (2020) och Prix Ozo (2020) samt kom på andraplats i Prix Bellino II (2019) och på tredjeplats i Prix Annick Dreux (2020).
Hon är halvsyster med Kanada genom att de har samma mamma Avila.